# Svinmakak
Svinmakak (Macaca nemestrina) är en sydostasiatisk art i familjen markattartade apor som tillhör släktet makaker.

## Utseende

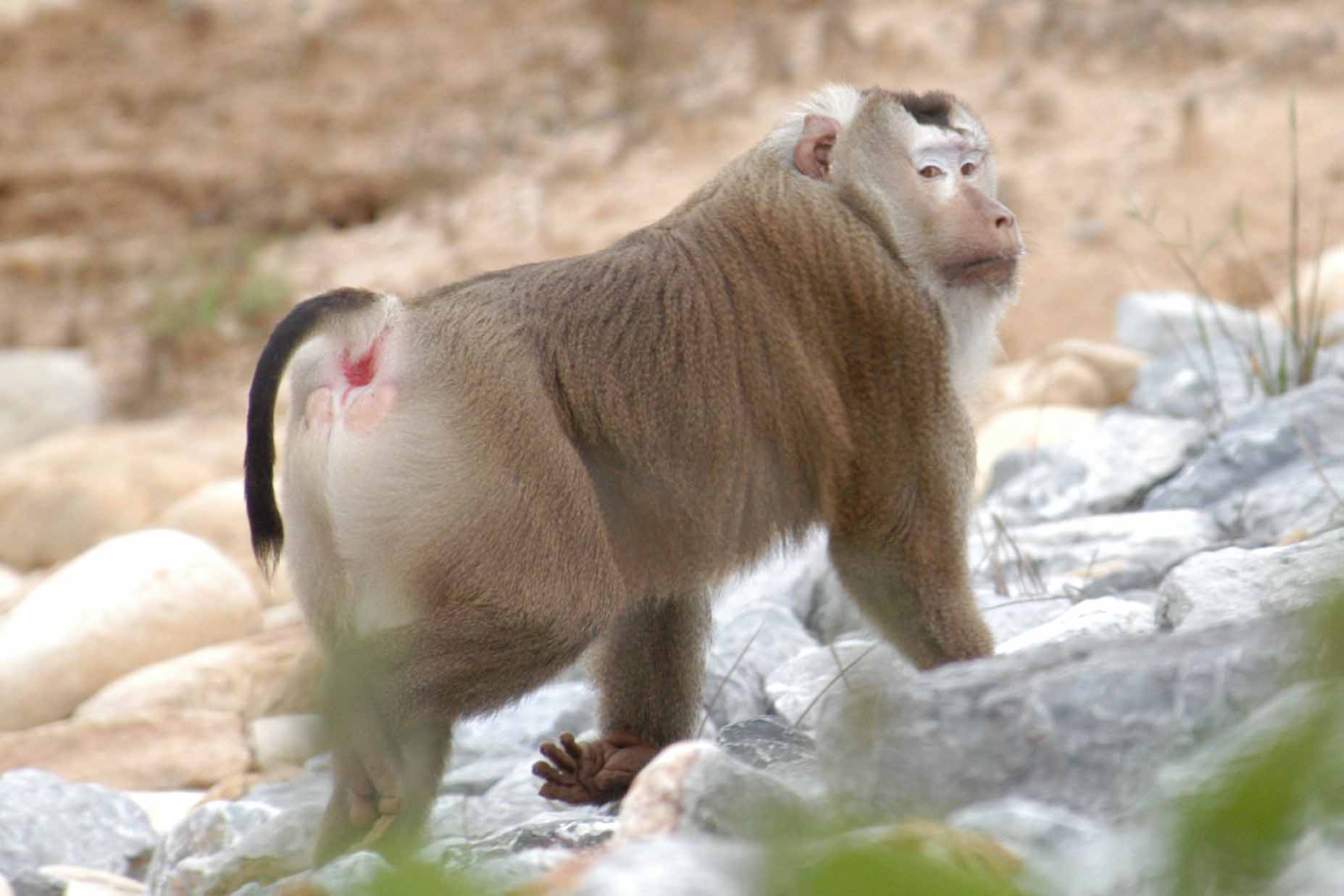
Svinmakak i södra Thailand.

Längden (huvud och bål) varierar mellan 45 och 78 centimeter. Vikten hos hanarna är mellan 10,7 och 14,5 kilogram och hos honorna mellan 6 och 8 kilogram. Djurets svenska trivialnamn syftar på svansen som påminner om grisens svans. Den är 13 till 25 centimeter lång och naken eller bara glest täckt med hår. På ryggen, sidorna och extremiteternas utsida är pälsen ljusbrun och på buken är den vitaktig. På huvudets topp har pälsen däremot en mörkbrun färg vad som påminner om en mössa. Svinmakak saknar hår i det köttfärgade ansiktet.
Förutom storleken skiljer sig hanar och honor även i hörntändernas längd. Hos vissa hanar kan de vara 12 mm långa medan honans hörntänder är cirka 7 mm långa.

## Utbredning
Utbredningsområdet sträcker sig över södra Malackahalvön, Borneo och Sumatra samt över några mindre öar i regionen. Arten vistas främst i regnskogar men hittas även i bergsskogar, träskmarker och urbaniserade områden med träd.

## Levnadssätt
Svinmakaken äter frukt, insekter, andra smådjur, späda blad, rötter och grödor. Dess läte är olika grymtningar och gnäll men allmänt är arten rätt tyst. Arten kommunicerar även med hjälp av olika ansiktsuttryck och kroppsspråk.
Flera vuxna hanar och honor samt deras ungar bildar en flock som vanligen har 15 till 40 medlemmar. Ibland bildas stora grupper med 80 individer. Inom varje kön finns en hierarki och dominanta hanar har allmänt en högre ställning än alla honor. Ibland går flera honor ihop under strider med enskilda hanar. Sociala band stärks genom ömsesidig pälsvärd, pussar och gemensam ätande.
Svinmakak är vanligen aktiv på dagen. Den klättrar i växtligheten och kommer ibland ner till marken.

## Fortplantning
Könsmognaden kommer vid cirka 3 års ålder för honor och efter cirka 4 år för hanar. Parningstiden är huvudsakligen i november, december och januari men kan även inträffa under andra årstider. Dräktighetstiden är 162 till 186 dagar och honan får vanligen en unge per dräktighet. I naturen får honan vanligen en unge vart annat år, men i fångenskap kan honan få en unge om året.
Ungar föds med svart päls och pälsbytet sker ungefär efter tre månader. Cirka ett år efter födelsen slutar honan med digivning. Hanar lämnar sin ursprungliga flock vid fem tills sex års ålder. Livslängden i naturen går upp till 26 år och med människans vård kan svinmakak leva 35 år.

## Hot och status
Det största hotet utgörs av skogsavverkningar i låglandet när ett område omvandlas till oljepalmodlingar eller jordbruksmark. Arten jagas även för köttets skull eller av bönder som betraktar den som skadedjur på odlade växter. IUCN uppskattar att beståndet minskade med 50 procent under de senaste 30 till 36 åren (tre generationer räknat från 2015) och listar svinmakak som starkt hotad (EN).